# Il fischio al naso
Il fischio al naso è un film commedia del 1967 diretto da Ugo Tognazzi.
Ugo Tognazzi dirige e interpreta, accompagnato da Franca Bettoja (sua moglie nella vita) e Marco Ferreri, nonché suo padre Gildo nella parte del padre del suo personaggio. 
Il film è ispirato al racconto di Dino Buzzati Sette piani (pubblicato nella raccolta I sette messaggeri), da cui fu tratta anche una pièce teatrale intitolata Un caso clinico, rappresentata per la prima volta al Piccolo Teatro di Milano nel 1953.
All'interno della colonna sonora del film c'è la canzone La conta, del gruppo beat romano Le Pecore Nere.

## Trama
Un industriale della bassa Lombardia viene indotto al ricovero in clinica dalla moglie e dalla figlia a causa di un fastidioso fischio al naso che lo tormenta. Con vari pretesti inizia ad essere trasferito da un reparto all'altro, in una lenta ascesa dal primo all'ultimo piano della clinica, fino a morire.

## La critica
Su Bianco e Nero, Ernesto G. Laura: «Incerto fra Buzzati, Kafka e Evelyn Waugh, il ricordo de Il caro estinto, è vivo nella seconda parte, cioè tra allegoria, incubo e satira contemporanea, Tognazzi finisce per combinare un'opera confusa nel significato ultimo e sempre a rischio di perdersi per troppe strade diverse. Ciò nulla toglie all'efficienza complessiva dell'impianto spettacolare e della sensibilità di interprete di Tognazzi, a un'opera d'attore non facile.»